# فيلياس فوج
فيلياس فوج هو بطل رواية جول فيرن بعنوان (حول العالم في ثمانين يومًا) التي صدرت عام 1872. مصدر إلهام الشخصية كان رجل الأعمال الأمريكي جورج فرانسيس ترين [الإنجليزية] والكاتب والمغامر الأمريكي ويليام بيري فوج.

## الوصف
فوغ هو رجل ذو وسائل مستقلة وهو رجل نبيل "دقيق" يتمتع بحياة مثالية وروتينية بدءًا من عدد الخطوات التي يخطوها حتى درجة حرارة ماء الحلاقة. بعد أن طرد خادمًا لتزويده بماء الحلاقة في درجة حرارة غير صحيحة قليلاً، قام بتعيين جان باسبارتو كخادم جديد. يراهن فوغ بمبلغ 20 ألف جنيه إسترليني (2.4 مليون جنيه إسترليني في عام 2022) مع أعضاء نادي الإصلاح في لندن على أنه يستطيع الإبحار حول العالم في 80 يومًا أو أقل.
انطلق مع خادمه الفرنسي جان باسبارتو للفوز بالرهان، غير مدرك أن محققًا يُدعى فيكس يتبعه، والذي يشتبه في أن فوغ سرق بنك إنجلترا. يقضي فيكس النصف الأول من الكتاب في محاولة تأخير رحلة فوغ لإبقائه في الأراضي البريطانية. ومع ذلك، بعد وصول فوغ إلى أمريكا، ييغير فيكس موقفه ويساعد فوج في تحقيق رهانه من أجل إعادته إلى المملكة المتحدة لبريطانيا العظمى وأيرلندا، حيث سيكون تحت الولاية القضائية البريطانية فيتمكن فيكس من إلقاء القبض عليه (على الرغم من أن فيكس يشك في أن فوغ سيهرب ويختبأ في مكان ما أثناء الرحلة).
أثناء وجوده في الهند، ينقذ فوج الأميرة الأرملة أوودا أثناء جنازة زوجها وترافق فوج لبقية رحلته بعد فشل الخطط الأولية لنقلها إلى عمها بسبب انتقال العم إلى مكان آخر. يخوض الثلاثي معًا العديد من المغامرات المثيرة التي تنتهي بشكل مفاجئ عندما يتم القبض على فوج من قبل فيكس فور وصولهم إلى بريطانيا. على الرغم من تبرئة فوغ سريعًا من الجريمة، إلا أن التأخير الناجم عن اعتقاله الكاذب يبدو أنه كلفه الرهان.

## الأجيال القادمة

### سباق قياسي
بحلول نهاية القرن التاسع عشر، كان الكثير من الناس يحاولون تحطيم الرقم القياسي لـ فيلياس فوج في دورته العالمية. في مسابقة بين صحفيين أمريكيين تم إطلاقهما عام 1889، اختتمت إليزابيث بيسلاند حول العالم في 76 يومًا، رفعت نيللي بلي الرقم القياسي إلى 72 يومًا. قام الروائي جورج فرانسيس ترين George Francis Train، الذي ألهمت جولته في جميع أنحاء العالم في عام 1870 بإلهام جول فيرن، بخفض الرقم القياسي إلى 67 يومًا في عام 1890.

### في الأدب
في عام 1973، يقدم مؤلف الخيال العلمي فيليب خوسيه فارمر نسخة متوازية ورائعة من حياة فيلياس فوج، بمثابة غلاف: The Other Log of Phileas Fogg. فوج، في الواقع أريديان الغريبة يواجه نيمو - رواية معروفة لـ جول فيرن أيضا - عشرون ألف فرسخ تحت الماء، والعدو المعروف لـ شرلوك هولمز- جيمس موريارتي - ، وهو الذي يضاهي هولمز في ذكائه، لكنه يستخدمه في الشر.

### على الشاشة
يؤدي دور فيلياس فوج بواسطة ديفيد نيفن باللغة الأصلية:David Niven في تأليف فيلم للكتاب لعام 1956، لـ بيرس بروسنان باللغة الأصلية: Pierce Brosnan في التكيف التلفزيوني لعام 1989، لـ ستيف كوجان في استوديوهات ديزني التي صدرت في 2004، ومايكل برايد في سر مغامرات جول فيرن.
في الرسوم المتحركة لرواية حول العالم في ثمانين يومًا من ثمانينيات القرن الماضي، تمثل الشخصيات حيوانات، فتتحول شخصية فيلياس فوج إلى أسد، ويسمى باللغة الإنجليزية ويلي فوج - willy fog -